# سیدمحمد (ممسنی)
سیدمحمد روستایی از توابع بخش مرکزی شهرستان ممسنی در استان فارس ایران است.

## جمعیت
این روستا در دهستان جوزار قرار دارد و براساس سرشماری مرکز آمار ایران در سال ۱۳۸۵، جمعیت آن ۱۹۰ نفر (۴۰خانوار) بوده‌است.